# Đại Việt
Đại Việt [ɗâjˀ vìət] (chiń. 大越; pinyin Dàyuè; początkowo też Đại Cồ Việt, 大瞿越) – oficjalna nazwa Wietnamu od X wieku, po wyzwoleniu spod panowania chińskiego, która (z krótką przerwą w latach 1400–1407) obowiązywała do początków XIX wieku, kiedy to cesarz Gia Long zmienił nazwę kraju na Việt Nam.
Pierwszym władcą Đại Cồ Việt był Đinh Bộ Lĩnh, który zjednoczył kraj po okresie walk dwunastu watażków i w 968 ogłosił się cesarzem. Do 1010 stolicą Đại Cồ Việt było miasto Hoa Lư w prowincji Ninh Bình, a potem Thăng Long (Hanoi). Centralizacja państwa nastąpiła w XI wieku. Odtąd rekrutacja urzędników odbywała się częściowo poprzez system egzaminów państwowych zapożyczony z Chin. W kraju upowszechnił się buddyzm, zmieszany z lokalnym kultem przodków, a także konfucjanizm. W 1069 cesarz Lý Thánh Tông skrócił nazwę Đại Cồ Việt na Đại Việt. 
W XIII wieku Đại Việt odparło kilkukrotne najazdy mongolskie. 
W 1407 roku Wietnam został zajęty przez chińskie cesarstwo Ming, lecz w 1418 wybuchło powstanie Lê Lợia i w 1424 kraj odzyskał niepodległość. W 1471 podbił Czampę.